# Philonthus
Genre
Philonthus est un genre d'insectes coléoptères de la famille des Staphylinidés.

## Liste de sous-genres
Selon Catalogue of Life (17 janvier 2022) :
- sous-genre Glaphyronthus
- sous-genre Onychophilonthus
- sous-genre Philonthus
- sous-genre Piezarthrus
- sous-genre Pseudophilonthus
- sous-genre Raucalius

## Liste d'espèces
Selon ITIS (1 septembre 2014) :
- Philonthus discoideus (Gravenhorst, 1802)
- Philonthus haddeni Bierig, 1932
- Philonthus hepaticus Er.
- Philonthus longicornis Stephens, 1832
- Philonthus prolatus Sharp, 1874
- Philonthus retangulus Sharp, 1874
- Philonthus scybalarius Nordmann, 1837
- Philonthus turbidus Erichson, 1839
- Philonthus ventralis Grav.

Selon NCBI (1 septembre 2014) :
- Philonthus albipes
- Philonthus alpinus
- Philonthus atratus
- Philonthus caeruleipennis
- Philonthus carbonarius
- Philonthus cognatus
- Philonthus concinnus
- Philonthus cruentatus
- Philonthus debilis
- Philonthus discoideus
- Philonthus fimetarius
- Philonthus intermedius
- Philonthus marginatus
- Philonthus nudus
- Philonthus politus
- Philonthus pseudovarians
- Philonthus rectangulus
- Philonthus rubripennis
- Philonthus rutiliventris
- Philonthus sanguinolentus
- Philonthus spinipes
- Philonthus splendens
- Philonthus succicola
- Philonthus tenuicornis
- Philonthus umbratilis
- Philonthus varians
- Philonthus ventralis

Selon Paleobiology Database (1 septembre 2014) :
- Philonthus abavus
- Philonthus bituminosus
- Philonthus bojeri
- Philonthus claudus
- Philonthus hades
- Philonthus horni
- Philonthus invelatus
- Philonthus marcelli
- Philonthus marcidulus
- Philonthus rhadamanthus